# Historia de los Jungdemokraten
Los JungdemokratInnen/Junge Linke|Jungdemokraten (Jóvenes Demócratas) son una asociación radicaldemócrata de jóvenes fundada en Alemania en 1919. Durante la posguerra hasta 1982 era la asociación de jóvenes del partido Freie Demokratische Partei y desde entonces es independiente.

## República de Weimar
Los Jungdemokraten fueron fundados durante el Día de Jóvenes Democráticos (Demokratischer Jugendtag) del 25 hasta el 27 de abril de 1919 como asociación de jóvenes allegada al Deutsche Demokratische Partei. Entre sus miembros durante esta temporada eran Inge Meysel y Gustav Heinemann.
Tuvieron que disolverse en 1933 bajo la presión de los nazis.

## Posguerra
Los Jungdemokraten fueron fundados de nuevo en 1947 como asociación de jóvenes del Freie Demokratische Partei.

## Independencia
Después de la caída del gobierno social-liberal por causa del cambio político del Freie Demokratische Partei, durante su convención nacional del 27 de noviembre de 1982 en Bochum, los Jungdemokraten decidieron por unanimidad separarse del Freie Demokratische Partei.

## Unificación
Después del cambio político en la República Democrática Alemana colaboraron con la Marxistische Jugendvereinigung Junge Linke (Asociación Marxista Joven Izquierda) y en 1993 fusionaron.
- Datos: Q1516839